# Hiperglicemie
Hiperglicemia este o stare trecătoare sau de lungă durată, caracterizată prin creșterea glicemiei peste valorile normale, mai exact prin creșterea nivelurilor de glucoză aflată în circulația sistemică. 
Sunt considerate hiperglicemie valorile glicemice à jeun (pe nemâncate) care depășesc nivelul de 120 mg/dl (= g/L) (sau, în sistem internațional 6,7 mmol/L) glucoză în sânge. Aceste valori mai mari de 120 mg sunt cele care atestă medicului că pacientul are diabet. 

## Simptome
Un diabetic resimte hiperglicemia cronică (hiperglicemia acută nu poate fi detectată de pacient decât prin test) prin anumite stări fizice, cele mai comune fiind: 
- gura uscată și nevoia acută de apă, urinatul des, chiar nocturn, de la 3-4 ori în sus pe noapte,
- scăderea în greutate fără motiv în condițiile în care glicemia nu este scăzută un timp îndelungat,
- tulburări vizuale,
- stările de vomă,
- durerile în capul pieptului,
- arsurile stomacale
- o stare în general alterată.

## Cauze
Hiperglicemia este cauzată, în mare parte, de diabet zaharat și de alte afecțiuni de cauză endocrină (precum rezistența insulinică și afectarea tiroidelor, glandelor suprarenale, pancreasului sau a glandei pituitare). Totuși, mai poate fi indusă de: infecții, sepsis, encefalită, tumori cerebrale, hemoragii cerebrale, meningită, convulsii și ca urmare a unor intervenții chirurgicale prelungite/majore.